# 安芸高田市立郷野小学校
安芸高田市立郷野小学校（あきたかたしりつ ごうのしょうがっこう）は、広島県安芸高田市吉田町にある公立小学校。2019年に閉校となった。

## 概要
学区の中央、校舎の南側を江の川が流れ，近くを国道54号線が東西に走る。
昭和10年築の「木造校舎」であり、そのため親子数代に渡って同じ校舎で学んだという家庭が多い。
「金管バンド」と「芝生の校庭」を合わせ、この3つが大きな特徴の小学校である。登下校を集団で行っている。

## 沿革[3]
- 明治7年 高野村惟神舎・桂村本立舎・長屋村修徳舎・上入江村養徳舎開校
- 明治9年 上入江学校・桂学校を開校
- 明治10年6月 田坂善三氏宅を借りて上入江学校校舎とし下等小学科を教授
- 明治12年3月 上入江・下入江合併により入江小学校を字南判に開校、桂学校を桂小学校と改称
- 明治20年 入江尋常小学校、桂簡易小学校と改称 高原西簡易小学校開校
- 明治22年4月 上入江・中市に校舎新築、11月 入江尋常小学校に桂簡易小学校を合併
- 明治24年4月 入江尋常小学校を郷野尋常小学校と改称
- 明治36年3月 現在地の桂字畑原に校舎新築
- 明治42年3月 高等科併設郷野尋常高等小学校と改称
- 大正5年9月 高原尋常小学校が高原尋常高等小学校と改称
- 昭和10年9月 二宮尊徳銅像設置、11月 同年の郷野村年間予算の約2倍で現在の校舎落成
- 昭和16年4月 郷野国民学校と改称
- 昭和17年11月 二宮尊徳銅像及び国旗掲揚塔納出
- 昭和18年1月 国旗掲揚柱設置、9月 洪水により校庭浸水、12月 二宮尊徳陶像設置
- 昭和20年4月 呉市立上山田国民学校児童集団疎開（40名が後に増員）9月まで滞在
- 昭和22年4月 郷野村立郷野小学校と改称、高等科廃止
- 昭和23年3月 郷野小学校PTA発足
- 昭和27年5月 講堂落成
- 昭和28年4月 吉田町・丹比村・可愛村・郷野村合併により吉田町立郷野小学校と改称
- 昭和32年11月 運動場拡張竣工、12月 学校図書館開設
- 昭和33年1月 国旗掲揚柱完成、7月 校内放送設備整備
- 昭和34年1月 全児童牛乳飲用開始
- 昭和35年2月 特設道徳指導の学習公開研究会開催、6月 給食調理室竣工、学校給食開始
- 昭和36年2月 石炭ストーブ設置
- 昭和39年8月 日本式庭園・小鳥の家・水生植物池完成
- 昭和40年8月 洋式庭園・グリーンベルト完成
- 昭和41年5月 体育倉庫設置
- 昭和42年3月 校旗制定
- 昭和43年3月 国旗掲揚柱設置、8月 音楽室落成，運動場周辺にブロック塀築造、10月 校歌制定
- 昭和44年11月 広島県学校給食優良校表彰、11月 トランペット鼓隊編成発足
- 昭和46年4月 全校合奏開始
- 昭和47年7月 学校プール設置
- 昭和48年5月 入江バイパス完成通り初め式にトランペット鼓隊参加
- 昭和49年1月 中国こども音楽会に出場し全校合奏で最優秀賞受賞、9月 桂橋完成通り初め式にトランペット鼓隊参加
- 昭和50年1月 大阪での第21回「こども音楽コンクール」西日本優秀校発表音楽会にて全校合奏で優秀賞受賞、6月 校庭芝生植栽、7月 D51蒸気機関車動輪設置、10月 給食調理室を食堂に改造 食堂給食開始 吉田町学校給食センター発足
- 昭和51年10月 創立100周年記念祭 記念碑建立 記念誌「ごうの」発行
- 昭和58年11月 体力つくり全国表彰
- 昭和59年1月 中国子ども音楽会で最優秀校、11月 広島県教育長賞受賞
- 昭和60年5月 屋内運動場落成
- 平成3年4月 水洗トイレ新築
- 平成4年3月 校舎・倉庫屋根瓦葺き替え
- 平成7年3月 教材林植樹、11月 校舎60周年記念行事実施
- 平成8年11月 全国優良PTA文部大臣表彰
- 平成12年2月 広島県PTA連合会表彰
- 平成15年3月 防球ネット改修
- 平成16年3月 安芸高田市発足により安芸高田市立郷野小学校となる
- 平成19年1月 青少年赤十字に加盟、2月 歯の治療率をあげる取組みで、安芸高田市学校保健会より表彰される、6月 運動会が春の開催となる
- 平成21年3月 音楽室改装工事終了
- 平成22年3月 一部洋式トイレ工事、理科室暗幕取り付け
- 平成23年4月 安芸高田市給食センターから給食供用開始、5月 学校プール改修工事

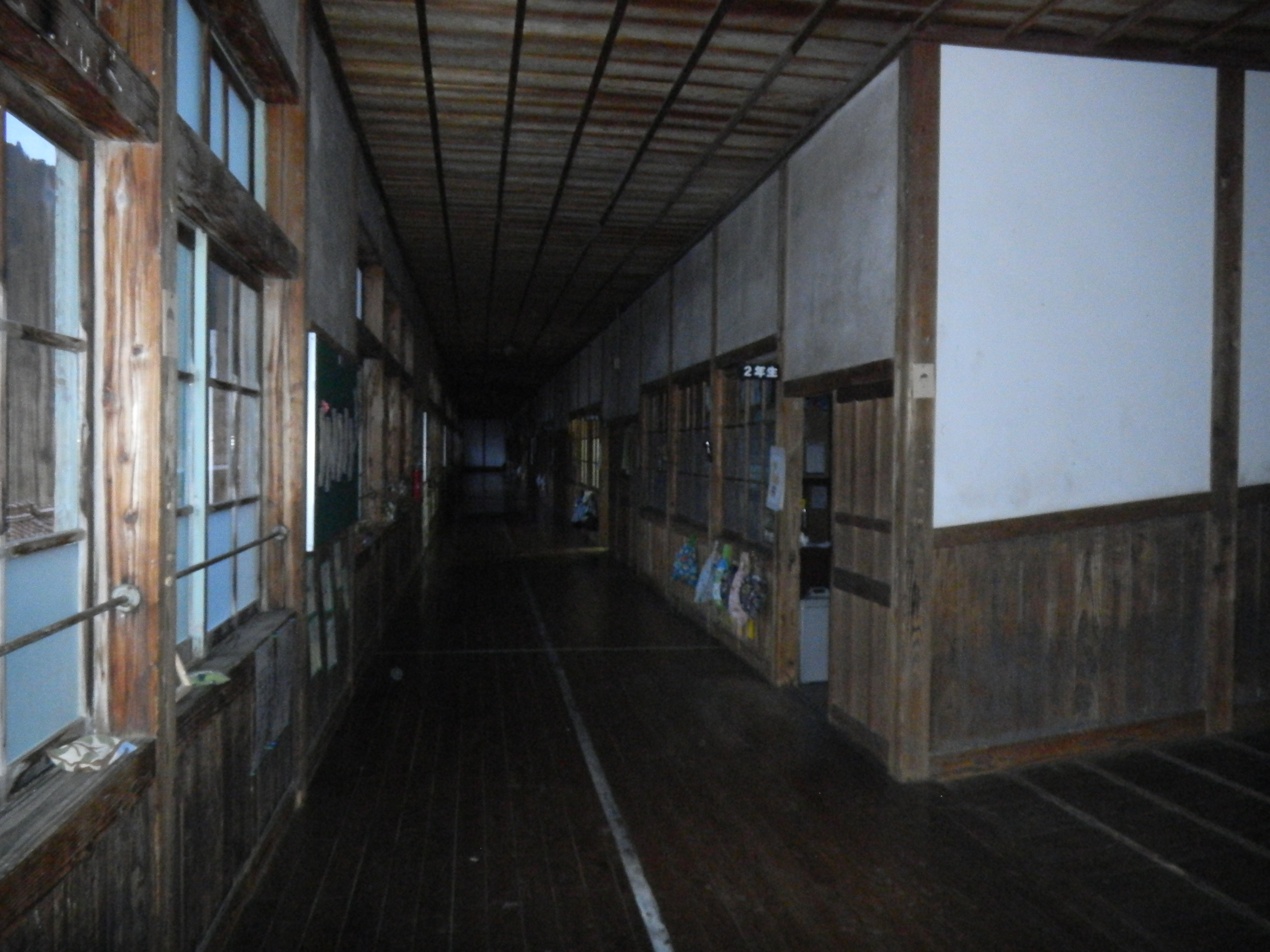
安芸高田市立郷野小学校の廊下

- 平成25年6月 郷野小学校マスコットキャラクター「まなびやくん」誕生、11月　第1回ごうの「ぬかピカレース」
- 平成26年3月 歯と口の健康づくりの取組みで、安芸高田市学校保健会より表彰、6月 学校プールろ過機改修工事、10月 第1回全国小学校ラジオ体操コンクール特別賞受賞
- 平成27年12月16日 NHKテレビで「ぬかピカレース」（長さ60数mの廊下のうち、低学年は30m、中高学年は50mを雑巾がけするタイムを競う）を中心に、学校が紹介された。[4]
- 平成31年(2019年)3月24日 閉校式・閉校記念行事挙行[5]
- 平成31年(2019年)4月1日 安芸高田市立郷野小学校と安芸高田市立可愛小学校が統合され、安芸高田市立愛郷小学校開校[6]

## 教育目標
夢と志をもち　あしたを拓く　心豊かな児童の育成

めざす子ども像
- 気づく子ども
- 考える子ども
- 実行する子ども

## 学区
吉田町上市、吉田町下市、吉田町十念、吉田町入江沖、吉田町久保、吉田町小草、吉田町横山、吉田町石原1、吉田町石原2、
吉田町下入江、吉田町向桂1、吉田町向桂2、吉田町中束、吉田町長屋イ、吉田町長屋ロ、吉田町長屋ハ、吉田町桂市峠、吉田町表桂、
吉田町井山、吉田町高野、吉田町谷桂

## 郷野小学校区の進学先中学校
安芸高田市教育委員会では、平成18年度より学校選択制を導入しており、これにより、中学校に入学する時と小学校5年生になる時に学校を選択することができた。

## アクセス
- 広島電鉄バス　上根・吉田線　「桂峠」バス停下車、徒歩約5分。

## 閉校後の廃校舎の利活用
2019年3月、旧郷野小学校は愛郷小学校に統廃合されて、廃校舎の解体を含めて利活用が検討された。旧郷野小学校は全国で2番目に古い木造建築の校舎であり、その活用方法については閉校前から注目を集め、報道もなされている。
安芸高田市教育委員会は維持管理費の負担などを理由に、2021年3月31日までの期限を設けて民間活用による事業提案を募集し、もし提案がなければ解体することとした。それに対して、校舎の活用に取り組もうと住民が作ったグループから応募があり、2023年2月に安芸高田市との協定が締結されて、入居する企業や団体などが募集された。2024年12月16日に特定非営利活動法人郷野の郷運営委員会が設立され、2025年3月には同法人に旧郷野小学校の廃校舎が売却された。2025年5月から6月までクラウドファンディングにより、スタート資金の公募を行われている。